# Mixcoatl

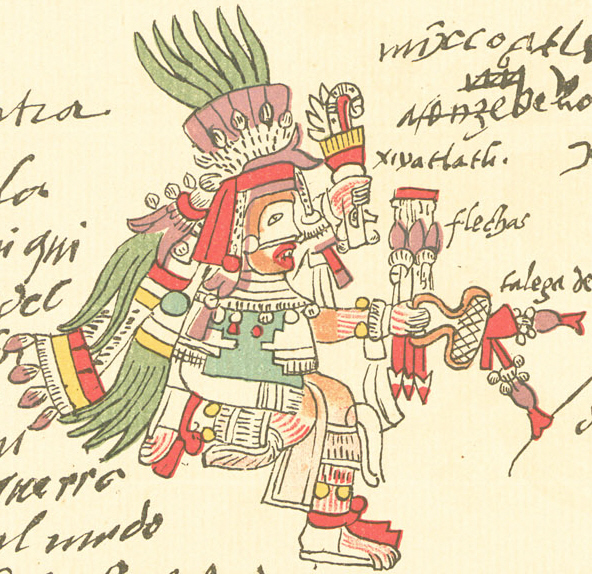
Darstellung des Mixcoatl aus dem Codex Telleriano-Remensis

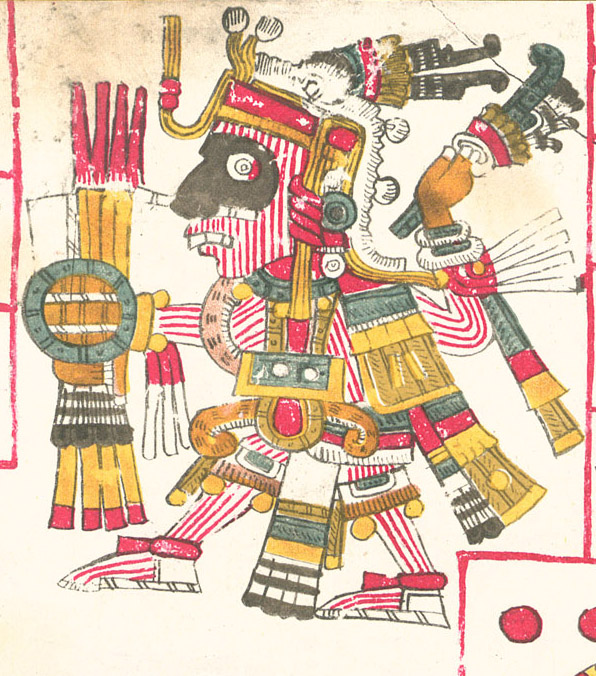
Darstellung des Mixcoatl aus dem Codex Borgia

Mixcoatl (Wolkenschlange, auch Camaxtli) ist in der Mythologie der Azteken und Tolteken der Gott der Jagd und der Milchstraße. Mixcoatl trat in verschiedenen Formen auf, etwa als gelb-rot-gestreifter Mann, mit Hirsch- oder Hasengesicht, mit schwarzer Maske oder als Wolke. Ähnlich divers sind Mixcoatls Funktionen: Als Gottheit der Milchstraße personifizierte er die Seelen verstorbener, zu Sternen gewordener Krieger, brachte das Feuer in die Welt und übergab der Menschheit die Kenntnis über Feuersteine.
Er ist manchmal eine andere Form des Gottes Tezcatlipoca, wie, als er das erste Feuer bildete, indem er das Firmament (rotierend um seine Äxte) als Bohrgerät verwendete. Er ist der Sohn von Cihuacoatl und der Vater von Quetzalcoatl durch Xochiquetzal und von Huitzilopochtli durch Coatlicue.